# Snuff the Punk
Snuff the Punk è il primo album in studio del gruppo musicale statunitense P.O.D., pubblicato nel 1994.

## Descrizione
Il disco fu pubblicato sotto l'etichetta Rescue Records, e poi  ripubblicato dalla Diamante nel 1999. La copertina originale, rimossa dalla ripubblicazione, raffigura un uomo con una pistola.

## Tracce
1. "Coming Back" 3:50
2. "Let the Music Do the Talking" 3:47
3. "Draw the Line" 2:52
4. "Who Is Right?" 3:52
5. "Get it Straight" 3:21
6. "Run" 3:21
7. "Snuff the Punk" 3:06
8. "Can You Feel It?" 4:52
9. "Three in the Power of One" 4:22
10. "Every Knee" 4:20
11. "Abortion Is Murder" 7:18

## Formazione
- Paul "Sonny" Sandoval - voce
- Marcos Curiel - chitarra
- Mark "Traa" Daniels - basso
- Noah "Wuv" Bernardo - batteria